# 42-й Венецианский кинофестиваль
42-й Венецианский международный кинофестиваль проходил в Венеции (Италия) с 26 августа по 6 сентября 1985 года.

## Жюри
- Кшиштоф Занусси (председатель жюри, Польша),
- Гуидо Аристарко,
- Гаспаре Барбиеллини Амидей,
- Лино Миккиче, (Италия)
- Рензо Веспиньяни (Италия),
- Рикардо Бофилл (Испания),
- Фрэнк Капра (США),
- Одисеас Элитис (Греция),
- Кон Итикава (Япония),
- Жан д’Ормесон (Франция),
- Эжен Йонеско (Франция),
- Элем Климов (СССР),
- Зоран Мушич (Югославия),
- Джон Шлезингер (Великобритания).

## Конкурсная программа
| Название                          | Оригинальное название            | Режиссёр              | Страна                          |
| --------------------------------- | -------------------------------- | --------------------- | ------------------------------- |
| Без крыши, вне закона             | Sans toit ni loi                 | Аньес Варда           | Франция                         |
| Сторож                            | Bekçi                            | Али Озгентюрк         | Турция · Германия               |
| Изумительная женщина              | La donna delle meraviglie        | Альберто Бевилаккуа   | Италия                          |
| Пыль                              | Dust                             | Марион Хенсель        | Франция · Бельгия               |
| Госпожа Метелица                  | Perinbaba                        | Юрай Якубиско         | Чехословакия · Германия         |
| Глиссандо                         | Glissando                        | Мирча Данелюк         | Румыния                         |
| Легенда                           | Legend                           | Ридли Скотт           | США · Великобритания            |
| Плавучий маяк                     | The Lightship                    | Ежи Сколимовский      | США                             |
| Мама Эбе                          | Mamma Ebe                        | Карло Лидзани         | Италия                          |
| Ничья земля                       | No Man's Land                    | Ален Таннер           | Франция · Швейцария             |
| Парад планет                      | Парад планет                     | Вадим Абдрашитов      | СССР                            |
| Потерянный рай                    | Los paraisos perdidos            | Басилио Мартин Патино | Испания                         |
| Pervola, sporen in de sneeuw      | Pervola, sporen in de sneeuw     | Орло Сёнке            | Нидерланды · Норвегия           |
| Каменные годы                     | Πέτρινα Χρόνια                   | Пантелис Вулгарис     | Греция                          |
| Полиция                           | Police                           | Морис Пиала           | Франция                         |
| Честь семьи Прицци                | Prizzi's Honor                   | Джон Хьюстон          | США                             |
| Реквием по испанскому крестьянину | Réquiem por un campesino español | Франсеск Бетрью       | Испания                         |
| Дом без еды                       | 食卓のない家                     | Масаки Кобаяси        | Япония                          |
| Атласный башмачок                 | Le soulier de satin              | Мануэл де Оливейра    | Португалия · Франция · Германия |
| Танго нашего детства              | Танго нашего детства             | Альберт Мкртчян       | СССР                            |
| Забыть Моцарта                    | Vergeßt Mozart                   | Милослав Лютер        | Германия · Чехословакия         |
| Жизнь прекрасна                   | Живот је леп                     | Боро Драшкович        | Югославия                       |
| Танго, Гардель в изгнании         | Tangos, l’exil de Gardel         | Пино Соланас          | Аргентина · Франция             |

## Награды
- Золотой лев: Без крыши, вне закона, режиссёр Аньес Варда
- Особый приз жюри: Танго, Гардель в изгнании, режиссёр Пино Соланас
- Специальный приз жюри: Плавучий маяк, режиссёр Ежи Сколимовский
- Серебряный лев за лучшую дебютную работу: Пыль, режиссёр Марион Хенсель
- Кубок Вольпи за лучшую мужскую роль: Жерар Депардьё — Полиция
- Кубок Вольпи за лучшую женскую роль: не присуждался.
  - Особое упоминание — лучшая женская роль:
    - Темис Базака — Каменные годы
    - Галя Новенц — Танго нашего детства
    - Соня Савич — Жизнь прекрасна
- Золотой лев за вклад в мировой кинематограф:
  - Федерико Феллини
- Специальный лев за жизненные заслуги:
  - Мануэл де Оливейра
  - Джон Хьюстон
- Приз международной ассоциации кинокритиков (ФИПРЕССИ):
  - Без крыши, вне закона
- Приз недели критиков:
  - Yesterday, режиссёр Радослав Пивоварский
- Приз Международной Католической организации в области кино (OCIC):
  - Без крыши, вне закона, режиссёр Аньес Варда
- Приз Международной Католической организации в области кино — почётное упоминание:
  - Письмо Брежневу, режиссёр Крис Бернард
  - Каменные годы, режиссёр Пантелис Вулгарис
- Кубок Пазинетти
  - Кубок Пазинетти за лучший фильм:
    - Танго нашего детства, режиссёр Альберт Мкртчян

  - Кубок Пазинетти за лучшую мужскую роль: Роберт Дюваль — Плавучий маяк
  - Кубок Пазинетти за лучшую женскую роль: Барбара Де Росси — Мама Эбе